# 大连铁路运输法院
大连铁路运输法院是位于辽宁省大连市的铁路运输法院。